# Wilhelm Kabsch
Albert Walter Wilhelm Kabsch (* 25. September 1835 in Breslau; † 20. Juni 1864 am Hohen Kasten im Kanton Appenzell Innerrhoden) war ein Botaniker, der sich unter anderem mit den Theorien Charles Darwins auseinandersetzte. Seine bekannteste Hinterlassenschaft ist eine Abhandlung mit dem Titel Das Pflanzenleben der Erde, vor dessen Fertigstellung er jedoch an einer Felswand in den Appenzeller Alpen zu Tode stürzte.

## Leben
Wilhelm Kabsch besuchte das Elisabet-Gymnasium in Breslau. Nach Beendigung der Schulzeit absolvierte er eine Lehre in einer Apotheke und begann anschließend im Jahre 1858 ein pharmazeutisches Studium an der Breslauer Universität. Im Anschluss daran arbeitete er einige Zeit als Assistent bei Carl Löwig, Heinrich Göppert und Ferdinand Cohn. Im Jahr 1862 erlangte Wilhelm Kabsch die Doktorwürde mit einer Dissertation über die Löslichkeit des Stärkemehls und sein Verhalten zum polarisierten Licht. Während der folgenden Jahre lebte er in Zürich, wo er als Apotheker und Privatdozent seinen Lebensunterhalt verdiente. Während dieser Zeit veröffentlichte er mehrere wissenschaftliche, botanische Abhandlungen in Fachzeitschriften und begann mit der Arbeit an einem Werk, das populärwissenschaftlich geprägt sein sollte, um somit einer größeren Leserschaft zugänglich zu sein. Die Veröffentlichung dieses Werkes hat Kabsch selber nicht mehr erlebt, da er bei einer Besteigung des Hohenkasten in den Appenzeller Alpen tödlich verunglückte. Sein Freund, der Schriftsteller Hermann Alexander von Berlepsch (1814–1883), veröffentlichte die Arbeit Kabschs posthum unter dem Titel Das Pflanzenleben der Erde. – Eine Pflanzengeographie für Laien und Naturforscher.

## Schriften
- Das Pflanzenleben der Erde. Eine Pflanzengeographie für Laien und Naturforscher. Rümpler, Hannover 1865 (Digitalisat in der Bayerischen Staatsbibliothek).